# Igorre
Igorre is een gemeente in de Spaanse provincie Biskaje in de regio Baskenland, gelegen op ongeveer 25 kilometer ten zuidoosten van Bilbao. De hoofdplaats van de gemeente is Elexalde.

## Geografie
Igorre heeft een oppervlakte van 17 km², ligt op ongeveer 110 meter hoogte en telde in 2006 4068 inwoners.
De gemeente is onderverdeeld in de volgende kernen:
- Basauntz
- Elexalde
- Garbe
- Olabarri
- Sabino Arana
- San Juan
- Santa Lucía
- Urkizu

Aangrenzende gemeenten zijn Lemoa in het noorden, Dima in het oosten, Arantzazu in het zuiden en Zeberio en Bedia in het westen.

## Taal
In Igorre is het Baskisch de meest gesproken taal. De naam van de gemeente is Baskisch, maar officieus wordt het in het Spaans ook wel Yurre genoemd.

## Demografische ontwikkeling
Bron: INE, 1857-2011: volkstellingen

## Geboren in Igorre
- Iban Mayo (1977), profwielrenner
- Beñat Etxebarria (1987), voetballer

Abadiño · Abanto Zierbena · Ajangiz · Alonsotegi · Amorebieta-Etxano · Amoroto · Arakaldo · Arantzazu · Areatza · Arrankudiaga · Arratzu · Arrieta · Arrigorriaga · Artea · Artzentales · Atxondo · Aulesti · Bakio · Balmaseda · Barakaldo · Barrika · Basauri · Bedia · Berango · Bermeo · Berriatua · Berriz · Bilbao · Busturia · Derio · Dima · Durango · Ea · Elantxobe · Elorrio · Erandio · Ereño · Ermua · Errigoiti · Etxebarri · Etxebarria · Forua · Fruiz · Galdakao · Galdames · Gamiz-Fika · Garai · Gatika · Gautegiz Arteaga · Gernika-Lumo · Getxo · Gizaburuaga · Gordexola · Gorliz · Gueñes · Ibarrangelu · Igorre · Ispaster · Iurreta · Izurtza · Kortezubi · Lanestosa · Larrabetzu · Laukiz · Leioa · Lekeitio · Lemoa · Lemoiz · Lezama · Loiu · Mallabia · Markina-Xemein · Maruri-Jatabe · Mañaria · Mendata · Mendexa · Meñaka · Morga · Mundaka · Mungia · Munitibar-Arbatzegi Gerrikaitz · Murueta · Muskiz · Muxika · Nabarniz · Ondarroa · Urduña · Orozko · Ortuella · Otxandio · Plentzia · Portugalete · Santurtzi · Sestao · Sondika · Sopelana · Sopuerta · Sukarrieta · Trapagaran · Trucios-Turtzioz · Ubide · Ugao-Miraballes · Urduliz · Karrantza · Zaldibar · Zalla · Zamudio · Zaratamo · Zeanuri · Zeberio · Zierbena · Ziortza-Bolibar